# U 552
U 552 war ein deutsches U-Boot vom Typ VII C. Es wurde am 4. Dezember 1940 in Dienst gestellt. Kommandant des Bootes war bis September 1942 Kapitänleutnant Erich Topp, danach wurde das Boot von Kapitänleutnant Klaus Popp befehligt.

## Geschichte
U 552 war mit insgesamt 15 Unternehmungen und einer versenkten Tonnage von 152.250 BRT eines der erfolgreichsten deutschen U-Boote während des Zweiten Weltkrieges. Neben den Frachtern versenkte Kommandant Topp das erste US-amerikanische Kriegsschiff, das während des Zweiten Weltkrieges von deutschen U-Booten versenkt wurde. Aufgrund der Erfolge und des roten Teufels, der als Abzeichen auf den Turm des Bootes gemalt war, wurde U 552 auch „Teufelsboot“ genannt.

### Versenkung derReuben James
Der US-amerikanische Zerstörer Reuben James wurde am 31. Oktober 1941 – also noch vor der offiziellen Kriegserklärung an die USA – von Kommandant Topp versenkt. U 552 hatte den Stützpunkt Saint-Nazaire am 25. Oktober verlassen und war der U-Bootgruppe Stoßtrupp zugeteilt worden, die gemäß der Vorgaben der von Karl Dönitz entwickelten Rudeltaktik südöstlich von Grönland das Gefecht mit Geleitzügen suchen sollte. Die Reuben James war einer von fünf US-amerikanischen Zerstörern der U.S. Escort Group 41.3, die den Geleitzug HX 156 eskortierte, der aus 44 Schiffen bestand, die sich auf dem Weg von Kanada nach Großbritannien befanden. Seit dem Greer-Zwischenfall Anfang September 1941 bestand für US-amerikanische Kriegsschiffe mit der sogenannten shoot-on-sight-order die Anweisung, deutsche U-Boote unmittelbar zu attackieren. Die entsprechende Rede Franklin D. Roosevelts am 11. September wurde von der Seekriegsleitung als lokal begrenzte Kriegserklärung gewertet. Kommandant Topp meldete den Geleitzug am frühen Morgen des 31. Oktober und griff die Reuben James um halb neun Uhr morgens mit einem Fächerschuss mit zwei Torpedos an, die beide trafen. Die Reuben James hatte nach einem Sonarkontakt gerade gewendet, um diesen zu untersuchen, als die beiden Torpedos an der Backbordseite detonierten. Das Schiff brach nach einer gewaltigen Explosion auseinander und der größere Teil versank sofort, wobei ein Großteil der Besatzung ums Leben kam. Der Bug trieb hingehen etwa fünf Minuten an der Oberfläche und versank erst dann. Dabei detonierten einige der dort bereit gelegten Wasserbomben, die bereits für den Angriff scharf gemacht worden waren, was weitere Todesopfer forderte. Dem Angriff Topps auf die Reuben James ging eine stetige Verschärfung des Konflikts zwischen den Vereinigten Staaten und dem Deutschen Reich voraus, die mit der Ausweitung der Seegebiete, die als maritime „Schutzzone“ von der US Navy patrouilliert wurden, und sich ab dem 24. April 1941 bis zum 30. Breitengrad ("Hemisphere Defence Plan No. 1") und bis zum Äquator ausdehnten, zunächst einen vorläufigen Höhepunkt erreichte.  Mit der Besetzung von Grönland und Island, der Ausweitung der Einsatzbereiche der US-amerikanischen Geleitschiffe zur Unterstützung des Geleitzugsystems sowie der shoot-on-sight-order hatte der Konflikt mit den Vereinigten Staaten im Verlauf des Jahres 1941 bereits vor der Versenkung der Reuben James ein Stadium erreicht, dass sich kaum von einem heißen Krieg unterschied. Das Oberkommando der Kriegsmarine machte sich entsprechend auf eine Kriegserklärung von Seiten der USA gefasst, doch Präsident Roosevelt konnte den Vorfall nicht nutzen, um den Kongress zum Kriegseintritt zu bewegen. Roosevelt gelang es allerdings, die Bestimmungen des Neutrality Act unter dem Eindruck des Verlustes des Zerstörers in seinem Sinne zu erweitern: ab dem 17. November durften US-amerikanische Handelsschiffe Artillerie mit sich führen, die von Soldaten der US Navy bedient wurde. Am 13. November 1941, demselben Tag, an dem das Repräsentantenhaus der entsprechenden Vorlage Roosevelts zugestimmt hatte, erörterten Adolf Hitler und Erich Raeder ihrerseits verschärfte Richtlinien für die deutschen Seestreitkräfte im Fall eines Zusammentreffens mit US-amerikanischen Schiffen, die kurze Zeit später in Kraft traten.

### Geleitzugschlachten im Sommer 1942
Am 15. Juni torpedierte Kommandant Topp kurz vor ein Uhr morgens die Pelayo, das Führungsschiff des Geleitzugs HG 74. Dieser Konvoi hatte Gibraltar am 10. Juni verlassen und befand sich auf dem Weg nach Swansea. 18 Seeleute kamen ums Leben und 27 Mann konnten gerettet werden. Die Überlebenden der Besatzung der Pelayo wurden vom Rettungsschiff des Geleitzuges aufgenommen und am 20. Juni in Schottland an Land gesetzt. Ebenfalls am 15. Juni versenkte Topp mehrere Schiffe des Geleitzugs HG 84. 13 Besatzungsmitglieder der Thurso kamen ums Leben, 29 konnten von der Korvette HMS Marigold gerettet und nach Greenock gebracht werden. Der Untergang der Etrib kostete vier Mann das Leben. 41 Überlebende kamen zunächst an Bord der Marigold, wurden dann aber an die Copeland abgegeben. Die Copeland nahm zudem die Besatzung der ebenfalls von Topp torpedierten Lemdal auf (37 Mann), sowie 43 Überlebende der Versenkung der City of Oxford.

### 97-tägige Unternehmung
Im Winter 1942 unternahm U 552 – mittlerweile unter dem neuen Kommandanten Klaus Popp – eine Unternehmung mit der Rekordzeit von 97 Tagen. In deren Verlauf versenkte das Boot den britischen Trawler Alouette und den britischen Dampfer Wallsend. Als U 552 am 15. Dezember wieder zurückkehrte, hatte es den Rekord für die längste Unternehmung von VIIC-Booten – 93 Tage auf See von U 332 – um vier Tage überboten.

### Versenkungen

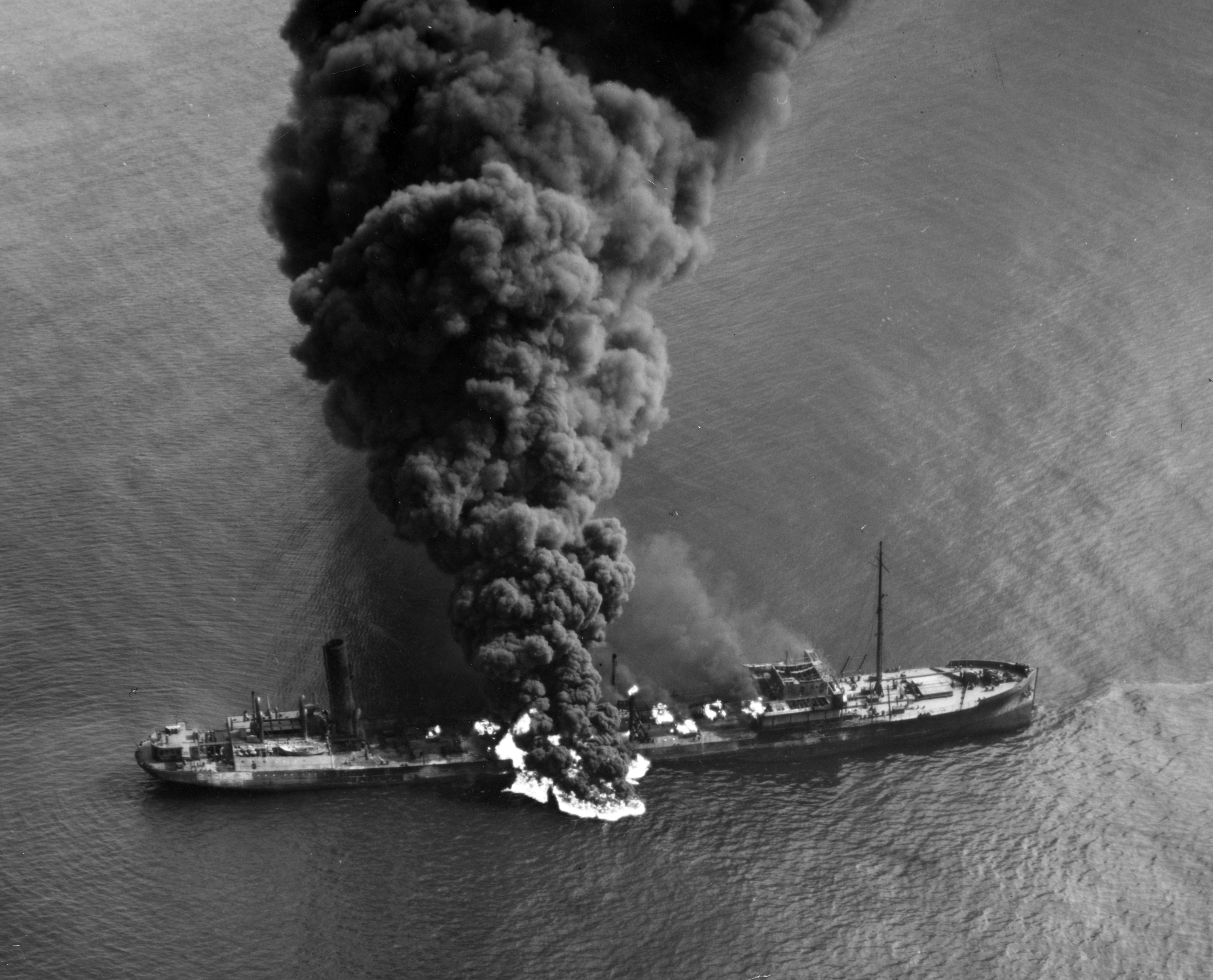
Versenkung der Byron D. Benson

| Datum              | Schiff            | Flagge                 | Tonnage | Lage |
| ------------------ | ----------------- | ---------------------- | ------- | ---- |
| 1. März 1941       | Cadillac          | Vereinigtes Königreich | 12.062  | Lage |
| 10. März 1941      | Reykjaborg        | Island                 | 687     |      |
| 27. April 1941     | Commander Horton  | Vereinigtes Königreich | 227     | Lage |
| 27. April 1941     | Beacon Grange     | Vereinigtes Königreich | 10.160  | Lage |
| 1. Mai 1941        | Nerissa           | Vereinigtes Königreich | 5.583   | Lage |
| 10. Juni 1941      | Ainderby          | Vereinigtes Königreich | 4.860   | Lage |
| 12. Juni 1941      | Chinese Prince    | Vereinigtes Königreich | 8.593   | Lage |
| 18. Juni 1941      | Norfolk           | Vereinigtes Königreich | 10.948  | Lage |
| 23. August 1941    | Spind             | Norwegen               | 2.129   | Lage |
| 20. September 1941 | T.J. Williams     | Vereinigtes Königreich | 8.212   | Lage |
| 20. September 1941 | Pink Star         | Panama                 | 4.150   | Lage |
| 20. September 1941 | Barbro            | Norwegen               | 6.325   | Lage |
| 30. Oktober 1941   | USS Reuben James  | Vereinigte Staaten     | 1.190   | Lage |
| 15. Januar 1942    | Dayrose           | Vereinigtes Königreich | 4.113   | Lage |
| 18. Januar 1942    | Frances Salman    | Vereinigte Staaten     | 2.609   |      |
| 20. Januar 1942    | Maro              | Griechenland           | 3.838   |      |
| 25. März 1942      | Ocana             | Niederlande            | 6.256   | Lage |
| 3. April 1942      | David H. Atwater  | Vereinigte Staaten     | 2.438   |      |
| 5. April 1942      | Byron D. Benson   | Vereinigte Staaten     | 7.953   | Lage |
| 7. April 1942      | British Splendour | Vereinigtes Königreich | 7.138   | Lage |
| 7. April 1942      | Lancing           | Norwegen               | 7.866   | Lage |
| 9. April 1942      | Atlas             | Vereinigte Staaten     | 7.137   | Lage |
| 10. April 1942     | Tamaulipas        | Vereinigte Staaten     | 6.943   | Lage |
| 15. Juni 1942      | City of Oxford    | Vereinigtes Königreich | 2.759   | Lage |
| 15. Juni 1942      | Etrib             | Vereinigtes Königreich | 1.943   | Lage |
| 15. Juni 1942      | Pelayo            | Vereinigtes Königreich | 1.346   | Lage |
| 15. Juni 1942      | Slemdal           | Norwegen               | 7.374   | Lage |
| 15. Juni 1942      | Thurso            | Vereinigtes Königreich | 2.436   | Lage |
| 25. Juli 1942      | Broompark         | Vereinigtes Königreich | 5.136   | Lage |
| 3. August 1942     | Lochatrine        | Vereinigtes Königreich | 9.149   | Lage |
| 19. September 1942 | HMS Alouette      | Vereinigtes Königreich | 520     |      |
| 3. Dezember 1942   | Wallsend          | Vereinigtes Königreich | 3.157   | Lage |

### Versenkung
Am 5. Mai 1945 wurde U 552 gemäß dem lange bestehenden, allerdings von Großadmiral Dönitz noch am Abend des 4. Mai 1945 aufgehobenen Regenbogen-Befehl von seiner Besatzung in der Einfahrt der Westkammer der Raederschleuse in Wilhelmshaven selbstversenkt. Nach dem Krieg wurde das Wrack von den Briten gesprengt und danach verschrottet.
Im Museum Musée Sous-Marin in Lorient in Frankreich ist ein Modell von U 552 ausgestellt.

### Klemmbausteinmodell
Im Jahr 2023 brachte der chinesische Klemmbausteinhersteller Panlos-Brick ein Modell dieses Bootes im Maßstab von etwa 1:50 auf den Markt. Das Modell misst 120 cm in der Länge, besteht aus 6.152 Einzelteilen und ist mit einem sehr detaillierten Innenraum sowie einer 17-köpfigen Minifiguren-Crew ausgestattet. Diese Minifiguren dürfen in Deutschland aufgrund der Ähnlichkeit zu Figuren der Firma Lego nicht verkauft werden. Die Sockelplakette der ersten Marge gibt an, dass es sich um U 522 handle. Dies ist ein Fehler seitens Panlos', denn U 522 war ein U-Boot vom Typ IX C.